# Цис-Стильбен
цис-Стильбен (англ. cis-stilbene, (Z)-stilbene) — ароматический углеводород из группы диарилэтиленов. Представляет собой цис-изомер молекулы этилена с двумя фенильными группами в положении 1 и 2. Двойная связь определяет цис-транс-изомерию молекулы стильбена. цис-изоформа является менее устойчивой, чем транс-стильбен из-за пространственных затруднений, вызванных близостью двух фенильных групп. Цис-изомер превращается в транс- под воздействием света в присутствии следовых количеств I2, Вr2, НВr или при нагревании до 170°С.
При нормальных условиях представляет собой бесцветную жидкость. Нерастворим в воде, однако растворяется в органических растворителях.